# Eopharyngia
Die Einteilung der Lebewesen in Systematiken ist kontinuierlicher Gegenstand der Forschung. So existieren neben- und nacheinander verschiedene systematische Klassifikationen. 
Das hier behandelte Taxon ist durch neue Forschungen obsolet geworden oder ist aus anderen Gründen nicht Teil der in der deutschsprachigen Wikipedia dargestellten Systematik.
Die Eopharyngia sind eine Taxon von Protisten, das zu den Excavata gestellt wurde. Sie umfassten den größten Teil der Fornicata, ihre bekanntesten Vertreter waren die Giardien (Giardia).

## Merkmale
Die Eopharyngia sind ein molekulargenetisch definiertes Taxon, es lassen sich kaum eindeutig apomorphe Merkmale finden.
Die Kinetiden weisen meist vier, selten drei oder zwei Kinetosomen und Geißeln je Kinetid auf. In der Regel besitzen sie eine Cytopharynx oder eine rinnenförmige Struktur, durch die Nahrung zum Zytostom gelangt. Diktyosome und den Mitochondrien homologe Strukturen sind nur vorübergehend erkennbar oder generell unscheinbar.

## Systematik
Die Eopharyngia umfassten fast sämtliche Taxa der Fornicata, mit Ausnahme ihres Schwestertaxons, der Gattung Carpediemonas und der 2007 erst neu beschriebenen und als incertae sedis verstandenen monotypischen Gattung Dysnectes.
2005 unterteilten Adl et al. die Eopharyngia wie folgt:
- Diplomonadida Wenyon, 1926, emend. Brugerolle et al., 1975
- Retortamonadida Grassé, 1952

Mit der Überarbeitung der Fornicata durch Adl et al. 2012 wurden die beiden Untertaxa direkt innerhalb der Fornicata platziert, neben einer dritten Gruppe, den Carpediemonas-like organisms, die sowohl Carpediemonas wie Dysnectes als auch inzwischen neu beschriebene Gattungen in sich aufnahm. Die Eopharyngia entfielen.

## Nachweise
Fußnoten direkt hinter einer Aussage belegen die einzelne Aussage, Fußnoten direkt hinter einem Satzzeichen den gesamten vorangehenden Satz. Fußnoten hinter einer Leerstelle beziehen sich auf den kompletten vorangegangenen Absatz.
1. ↑  Alastair G. B. Simpson: Cytoskeletal organization, phylogenetic affinities and systematics in the contentious taxon Excavata (Eukaryota) in: International Journal of Systematic and Evolutionary Microbiology (2003), 53, 1759–1777
2. ↑  Wiktionary: kinetid (englisch).
3. 1 2 3  Sina M. Adl, Alastair G. B. Simpson, Mark A. Farmer, Robert A. Andersen, O. Roger Anderson, John A. Barta, Samual S. Bowser, Guy Brugerolle, Robert A. Fensome, Suzanne Fredericq, Timothy Y. James, Sergei Karpov, Paul Kugrens, John Krug, Christopher E. Lane, Louise A. Lewis, Jean Lodge, Denis H. Lynn, David G. Mann, Richard M. McCourt, Leonel Mendoza, Øjvind Moestrup, Sharon E. Mozley-Standridge, Thomas A. Nerad, Carol A. Shearer, Alexey V. Smirnov, Frederick W. Spiegel, Max F. J. R. Taylor: The New Higher Level Classification of Eukaryotes with Emphasis on the Taxonomy of Protists. The Journal of Eukaryotic Microbiology 52 (5), 2005; Seite 439
4. ↑  Adl, S. M., Simpson, A. G. B., Lane, C. E., Lukeš, J., Bass, D., Bowser, S. S., Brown, M. W., Burki, F., Dunthorn, M., Hampl, V., Heiss, A., Hoppenrath, M., Lara, E., le Gall, L., Lynn, D. H., McManus, H., Mitchell, E. A. D., Mozley-Stanridge, S. E., Parfrey, L. W., Pawlowski, J., Rueckert, S., Shadwick, L., Schoch, C. L., Smirnov, A. and Spiegel, F. W.: The Revised Classification of Eukaryotes. Journal of Eukaryotic Microbiology, 59: 429–514, 2012, PDF Online